# Bronze Tiger
Der Bronze Tiger ist eine fiktive Figur im Besitz des US-amerikanischen Verlages DC-Comics sowie der Titel einer Reihe von Comicveröffentlichungen über diese Figur. Es handelt sich bei ihm um einen meist mit einer Maske, die der Gesichtspartie eines Tigers nachempfunden ist, auftretenden Kampfsportler, der über gesteigerte Sinneswahrnehmungen, Reflexe, Körperkräfte und Ausdauer verfügt.
Genregeschichtlich ist die Figur insbesondere bemerkenswert, da es sich bei ihr um eine der ersten Repräsentanten des fiktiven Figurentypus des Superhelden handelt, der der ethnischen Volksgruppe und Minderheit der Afroamerikaner angehört.

## Publikationsgeschichte
Die Figur des Bronze Tigers wurde Anfang der 1970er Jahre von den Autoren Dennis O’Neil und Jim Berry entwickelt. Sein visuelles Erscheinungsbild entwarf der Zeichner Leo Duanona.
Seinen ersten Auftritt in einer Comicgeschichte hatte er in dem Heft Richard Dragon, Kung Fu Fighter #1, das im April/Mai 1975 auf den Markt kam. Zuvor war die Figur bereits in dem im Jahr 1974 erschienenen Roman Dragon's Fists vorgestellt worden.
Nachdem der Bronze Tiger einige Jahre lang eine Hauptfigur der sich um die Abenteuer einer sich um den Kung-Fu-Meister Richard Dragon sammelnden Gruppe von Adepten der fernöstlichen Kampfkünste drehenden Serie Richard Dragon gewesen war, war er von 1987 bis 1991 einer der Protagonisten der Serie Suicide Squad, die die Einsätze einer Gruppe von Strafgefangenen, die sich im Gegenzug für Straferlass dazu verpflichten im Auftrag der US-Regierung an gefährlichen Kommandomissionen gegen feindliche Staaten, kriminelle Organisationen, Terroristen u. ä. teilzunehmen, zum Inhalt hat. Seither ist er in diversen Neuinterpretationen des „Suicide-Squad“-Stoffes wiederholt als Mitglied dieses Söldnerteams verwendet worden.

## Fiktive Figurenbiographie
In der Standardversion der Figur ist Bronze Tiger der Codename, unter dem der professionelle Kampfsportler und Abenteurer bzw. Söldner Ben Turner sich während seiner Einsätze verbirgt.
In den meisten Geschichten um die Figur wird Turner als ein aus der fiktiven US-amerikanischen Großstadt Central City stammender, etwa fünfunddreißigjähriger Afroamerikaner porträtiert.
Seiner Hintergrundgeschichte zufolge war Turner ursprünglich ein von starken Aggressionen geprägter Jugendlicher, der sich den fernöstlichen Kampf- und Meditationskünsten zuwandte, um seine heftigen und gewalttätigen Zornausbrüche beherrschen zu lernen. In der Hoffnung, seine inneren Dämonen besiegen zu können, reiste er schließlich nach Ostasien, um von den besten Kampfmeistern zu lernen. Dort traf er schließlich auf den rätselhaften O-Sensei, dessen Schüler er wurde.
Die Serie Richard Dragon beginnt schließlich damit, dass Richard Dragon, der den O-Sensei ebenfalls aufgesucht hat, um von ihm zu lernen, und Turner in dessen Schule zusammentreffen. Beide schließen Freundschaft und werden bald von dem mysteriösen Barney Ling als Agenten für den Geheimdienst G.O.O.D. (Global Organization of Organized Defense) rekrutiert. Die Aufträge, die die beiden Kampfsportler als Team für G.O.O.D. erfüllen, bilden den Haupthandlungsstrang der Kung-Fu-Fighter-Serie.
Später wechseln Turner und Dragon zum Geheimdienst C.B.I. (Central Bureau of Intelligence). Für diesen übernehmen sie den Auftrag, die League of Assassins (Liga der Killer) – einen im Untergrund agierenden, sektenähnlichen Zusammenschluss von Auftragsmördern – zu infiltrieren, um die Zerschlagung dieser Organisation vorzubereiten. Dieses Vorhaben schlägt fehl: Turner wird von der Liga gefangen genommen und einer Gehirnwäsche unterzogen. Unter dem Decknamen Bronze Tiger wird er zu einem Mitglied des mörderischen Kultes. Als Auftragskiller steht er in der Folge eine Zeit lang im Dienst der Liga, wobei er sein Gesicht während seiner Missionen hinter der Maske eines Tigers verbirgt.
Nachdem Turner/Bronze Tiger von dem Agenten King Faraday gefangen genommen und einer psychischen Deprogrammierung unterzogen wird, erlangt er sein Gedächtnis wieder und kann seine ursprüngliche Identität wiederherstellen. Ein Nebeneffekt der erlittenen Gehirnwäsche durch die Liga ist, dass Turner endlich einen Weg findet, die ihn seit seiner Kindheit plagenden Aggressionen zu kanalisieren und zu steuern. Dazu projiziert er sie durch intensive Meditation auf die ihm von der Liga verpasste Tigermaske. Dies hat zur Folge, dass seine negativen Energien sich in totemistischer Weise in der Maske konzentrieren, so dass er, wenn er sie aufsetzt, zum „rasenden Tiger“ wird, während er, wenn er sie abnimmt, ein ausgeglichener und selbstkontrollierter Mann ist. Dementsprechend behält er die Maske und trägt diese fortan bei seinen Einsätzen und insbesondere, wenn er in Kämpfe verwickelt wird. Zur Verschleierung seiner Identität behält er auch den ihm von dem Killerkult verliehenen Decknamen als Bronze Tiger bei, unter dem er fortan während seiner Einsätze mit Dragon für das C.B.I. agiert.
In der 1986 veröffentlichten Miniserie Legends wird der Bronze Tiger als Söldner für die im Dienst der US-Regierung stehende Spezialeinheit Task Force X rekrutiert. Diese Formation setzt sich größtenteils aus inhaftierten Superschurken zusammen, die sich im Austausch für den Erlass ihrer Haftstrafen verpflichten, mehrere Jahre lang an gefährlichen Kommandomissionen teilzunehmen. Von den Abenteuern, die Bronze Tiger mit dieser Spezialeinheit besteht, handelt die von 1987 bis 1992 veröffentlichte Serie Suicide Squad, die es auf 64 Ausgaben brachte. Neben dem Offizier Rick Flag, dem Attentäter Deadshot und dem Dieb Captain Boomerang sowie der Geheimdienstlerin Amanda Waller, die der Task Force X ihre Aufträge erteilt, ist der Bronze Tiger die Hauptfigur der Serie und von den gut drei Dutzend Figuren, die im Laufe der Serie verschiedenen Zusammensetzungen des Teams angehören, neben den anderen drei genannten, diejenige, die an den meisten Einsätzen der Task Force teilnimmt und entsprechend in den meisten Heften der Serie auftritt.
Neben Flag ist der Bronze Tiger eines der wenigen Mitglieder des Teams, die sich durch eine ehrbare und rechtschaffene Lebensauffassung von dem Gros der Angehörigen der Task Force X, bei denen es sich um skrupellose und unreumütige Kriminelle, Psychopathen und Nihilisten handelt, abheben. Erzähltechnisch dient er als ein positiver Kontrapunkt, der den Zweck hat, die von negativen Charakteren dominierte Gruppendynamik der Suicide Squad auszubalancieren.
Nach der Einstellung der Suicide-Squad-Serie trat der Bronze Tiger gelegentlich als Gastfigur in zahlreichen anderen Serien, wie z. B. Justice League. Task Force (1993) oder Batgirl (2005) auf, in denen er gemeinsame Abenteuer an der Seite der Titelfiguren erlebte.
Seit dem kompletten Neustart des fiktiven DC-Universums im Jahr 2011 ist Bronze Tiger wiederholt in verschiedenen Serien als Mitglied eines mysteriösen Untergrundkultes namens League of Assassins (Liga der Killer) gezeigt worden.

## Adaptionen in anderen Medien
Die Figur des Bronze Tigers ist in zahlreichen auf Stoffen von DC-Comics basierenden Fernsehserien, Computer- und Konsolenspielen sowie in jüngerer Zeit auch in Kinofilmen verwendet worden.
In der Zeichentrickserie Batman: The Brave and the Bold, in der Batman von Folge zu Folge mit wechselnden anderen Charakteren Teams bildet und gemeinsame Abenteuer besteht, ist der Bronze Tiger die Kohauptfigur in der Folge „Return of the Fearsome Fangs!“ (US-Originalsynchronstimme Gary Anthony Sturgis). In dieser tun sich die beiden zusammen, um die Mörder des Kampfsportmeisters Wong Fei, der beide einst in den fernöstlichen Kampfkünsten unterwiesen hatte, zur Strecke zu bringen.
In der Fernsehserie Arrow erscheint Ben Turner/Bronze Tiger ab der Folge „Identity“ als wiederkehrende Figur. Verkörpert wird er von dem Schauspieler Michael Jai White. Bei seinem ersten Auftritt arbeitet der Tiger, der außer über vorzügliche kampfsportlerische Fähigkeiten auch über tödliche metallische Klingen, die er an seinen Handgelenken montiert hat, verfügt, mit den chinesischen Triaden bei Überfällen auf Transportfahrzeuge zusammen, bei denen sie wertvolle medizinische Güter stehlen. Als Turners heimliches Motiv, sich den Triaden anzuschließen und an diesen Unternehmen teilzunehmen, wird schließlich sein Ehrgeiz enthüllt, sich im Zweikampf mit dem Titelhelden der Serie, dem Vigilanten Hood (= Green Arrow), zu messen, um festzustellen, wer von ihnen der beste Kämpfer ist. Es gelingt Hood den Tiger mit einem elektrisch geladenen Trickpfeil auszuschalten, der dessen metallische Klingen – mit denen er sonst Pfeilangriffe seines mit einem Bogen bewaffneten Gegners abwehren konnte – elektrisiert und ihn zu Boden gehen lässt. In der Folge „Tremors“ gelingt es Turner aus dem Gefängnis zu entkommen, bei dem Versuch ein Erdbeben verursachendes Gerät zu stehlen, kommt es zu einem erneuten Kampf mit Hood, in dem er ebenfalls unterliegt. Am Ende der Folge wird er in eine ominöse „Einheit“ rekrutiert, von der in der Folge „Suicide Squad“ enthüllt wird, dass es die aus den Comics bekannte Bewährungseinheit für verhaftete Superkriminelle ist.
In dem Computerspiel Batman: Arkham Origins – Blackgate von 2013 tritt der Bronze Tiger (gesprochen von Gary Anthony Sturgis) als Insasse des Gefängnisses Blackgate auf, der an Zweikämpfen der Häftlinge teilnimmt. Am Ende des Spiels wird er auch hier in einer Cutscene für die Suicide Squad rekrutiert.